# Maisie Williamsová

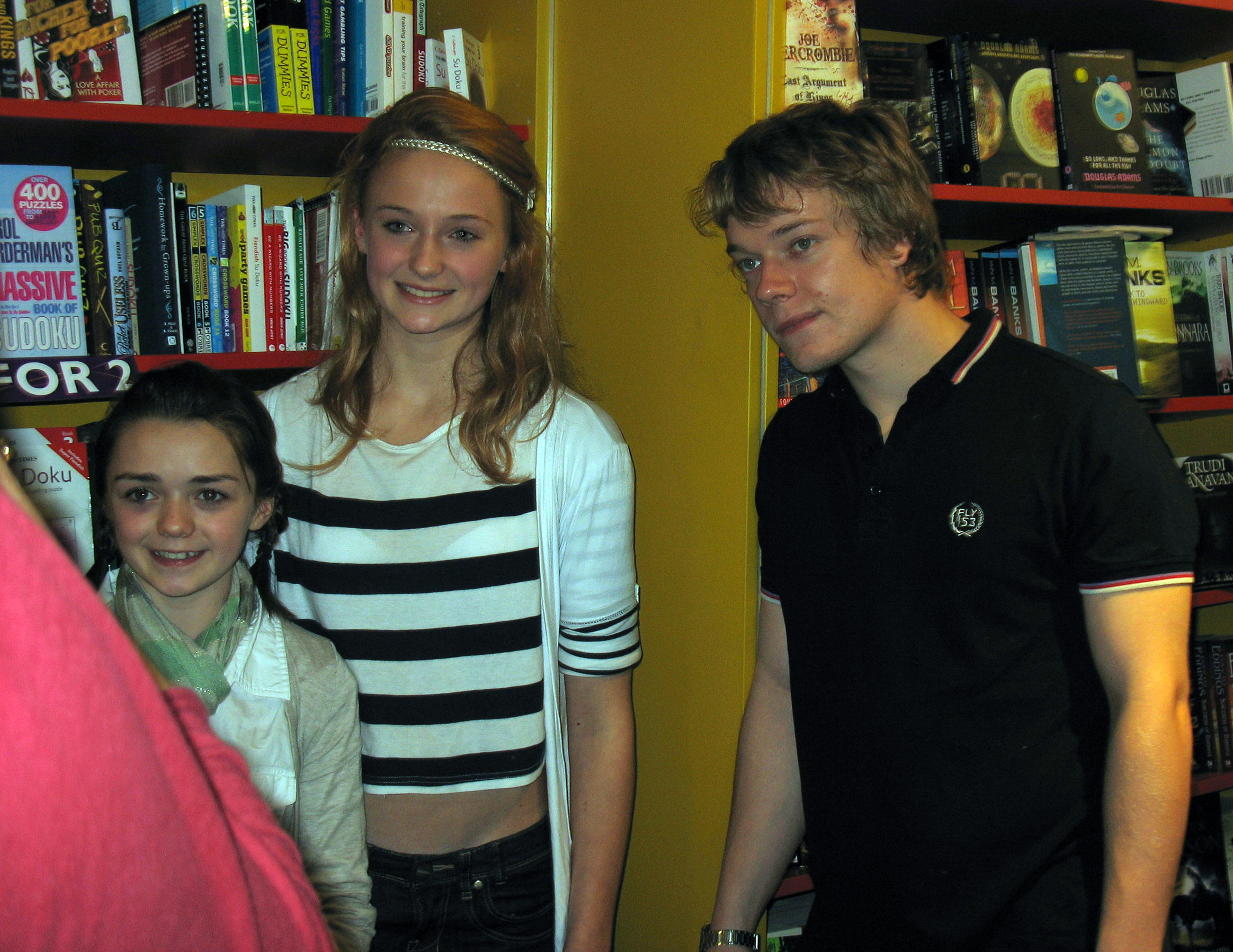
Obsazení seriálu Hra o trůny (seriál), Maisie Williams vlevo

Margaret Constance „Maisie“ Williamsová, nepřechýleně Williams, (* 15. dubna 1997 Anglie) je britská herečka. Její nejznámější rolí je postava Aryi Stark v seriálu Hra o trůny.

## Životopis
Vyrůstala v Somersetu a navštěvovala střední školu Norton Hill School v Midsomer Norton.

## Kariéra
Od roku 2011 hraje Aryu Stark, divokou mladou dívku ze šlechtické rodiny, ve fantasy seriálu televize HBO, Hra o trůny. Jedná se o její první roli. Byla první dětskou herečkou v pořadu, která v roli zabila někoho jiného. Za svůj výkon v roli získala obdiv a ocenění od kritiků i od diváků. Williamsová dále sbírala chválu i ve druhé sérii seriálu a HBO ji navrhlo pro zvážení na cenu Emmy v kategorii nejlepší herečka ve vedlejší roli. V roce 2012 získala dvě ceny Portal Award, pro nejlepší televizní herečku ve vedlejší roli a pro nejlepší mladou herečku. Ve věku patnácti let se stala nejmladším držitelem ceny v kategorii nejlepší herečka ve vedlejší roli. V březnu 2013 byla nominována na Young Artist Award v kategorii nejlepší mladá herečka ve vedlejší roli v televizním seriálu.
V roce 2012 ztvárnila roli Loren Caleigh v seriálu BBC s názvem The Secret of Crickley Hall. Také se objevila v komediální skeči skupiny Funny or Die s názvem The Olympic Ticket Scalper (v překladu Překupník se vstupenkami na olympiádu). Hrála v nezávislých snímcích Heatstroke (2012), Vyhrát zlatou (2013) a v krátkém filmu Corvidae (2013). Objevila se také ve vedlejší roli v deváté sérii kultovního britského seriálu Pán času.
Byla obsazena také do komedií a sci-fi filmů, například do snímku Noví mutanti (2020). Zahrála si také v seriálech Gen:Lock a Pistol o kapele Sex Pistols.

## Osobní život
Williamsová uvedla, že její „první láskou“ je tanec.

## Filmografie

### Film

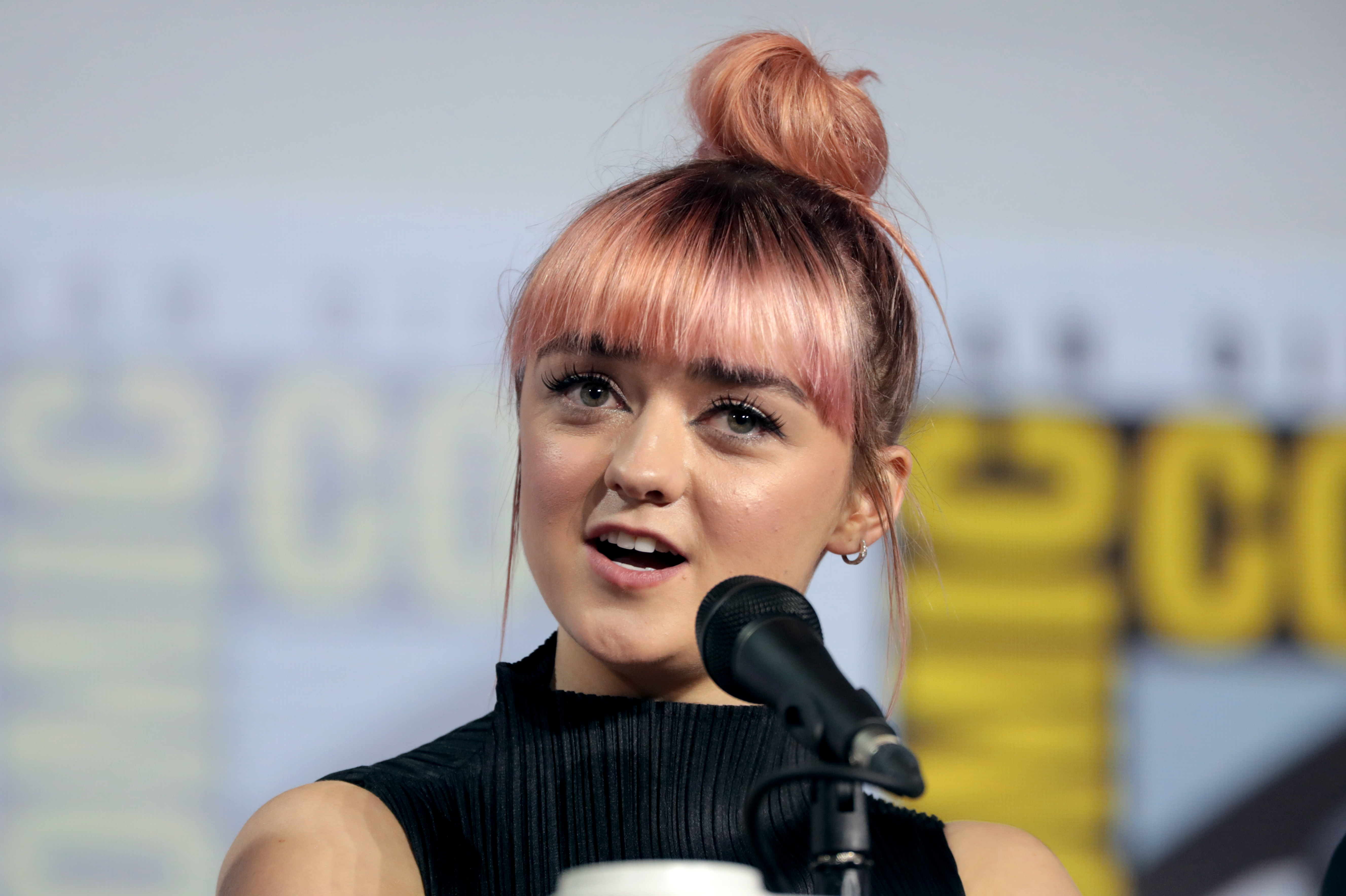
Maisie Williams v roce 2019

| Rok  | Název                      | Role                       | Poznámky                               |
| ---- | -------------------------- | -------------------------- | -------------------------------------- |
| 2012 | The Olympic Ticket Scalper | Scraggly Sue               | krátkometrážní film, skeč Funny or Die |
| 2012 | Cesta do Afriky            | Jo O'Malley                |                                        |
| 2013 | Up on the Roof             | Trish                      | krátkometrážní film                    |
| 2014 | Corvidae                   | Jay                        | krátkometrážní film                    |
| 2014 | Vyhrát zlatou              | Abbie                      |                                        |
| 2015 | Ztrácení                   | Lydia Lamont               |                                        |
| 2016 | Kniha lásky                | Millie Pearlman            |                                        |
| 2017 | iBoy                       | Lucy Walker                |                                        |
| 2017 | Stealing Silver            | Leonie                     | krátkometrážní film                    |
| 2017 | Mary Shelley               | Isabel Baxter              |                                        |
| 2017 | Pračlověk                  | Goona (hlas)               |                                        |
| 2017 | Departures                 | Skye                       |                                        |
| 2020 | Noví mutanti               | Rahne Sinclair / Wolfsbane |                                        |

### Televize
| Rok       | Název                       | Role               | Poznámky |
| --------- | --------------------------- | ------------------ | --- |
| 2011–2019 | Hra o trůny                 | Arya Stark         | Portal Award pro nejlepší herečku ve vedlejší roli v televizním seriálu Portal Award pro nejlepší mladou herečku Nominována – Scream Award pro nejlepší obsazení Nominována – Young Artist Award pro nejlepší mladou herečku ve vedlejší roli v televizním seriálu |
| 2012      | The Secret of Crickley Hall | Loren Caleigh      | 3 díly |
| 2014      | Robot Chicken               | Více postav (role) | 2 díly |
| 2015      | Cyberbully                  | Casey Jacobs       | televizní film |
| 2015      | Pán času                    | Ashildr            | 4 díly |

### Videoklipy
| Rok  | Umělec     | Název písně      |
| ---- | ---------- | ---------------- |
| 2015 | Seafret    | „Oceans“         |
| 2015 | The Vamps  | „Rest Your Love“ |
| 2015 | Pentatonix | „Sing“           |
| 2015 | Gardna     | „Sunday“         |